# Rakovo
Rakovo – wieś (obec) na Słowacji położona w kraju żylińskim, w okręgu Martin. Pierwsze wzmianki o miejscowości pochodzą z roku 1230.
Według danych z dnia 31 grudnia 2016, wieś zamieszkiwało 368 osób, w tym 179 kobiet i 189 mężczyzn.
W 2001 roku rozkład populacji względem narodowości i przynależności etnicznej wyglądał następująco:
- Słowacy – 98,95%
- Węgrzy – 0,35%